# 明治43年の大水害

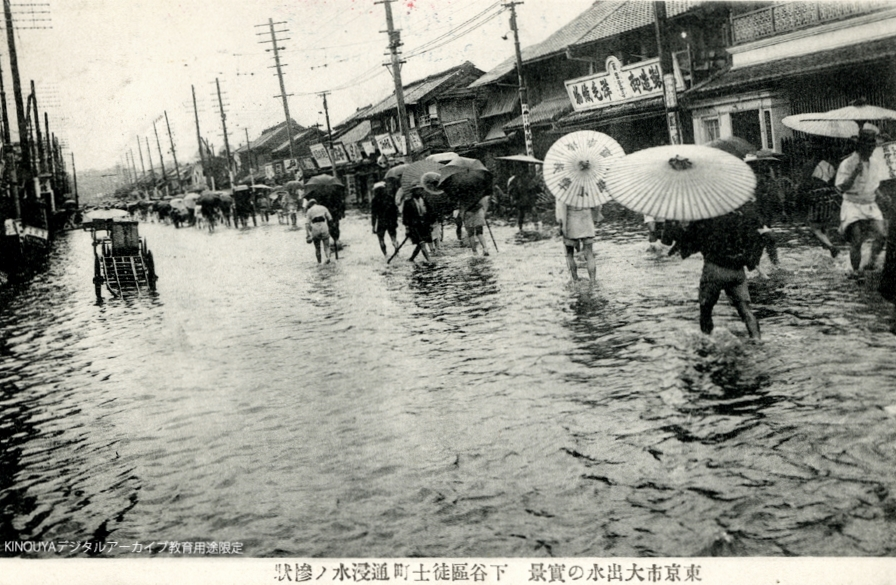
明治43年（1910年）、東京下谷区の浸水状況

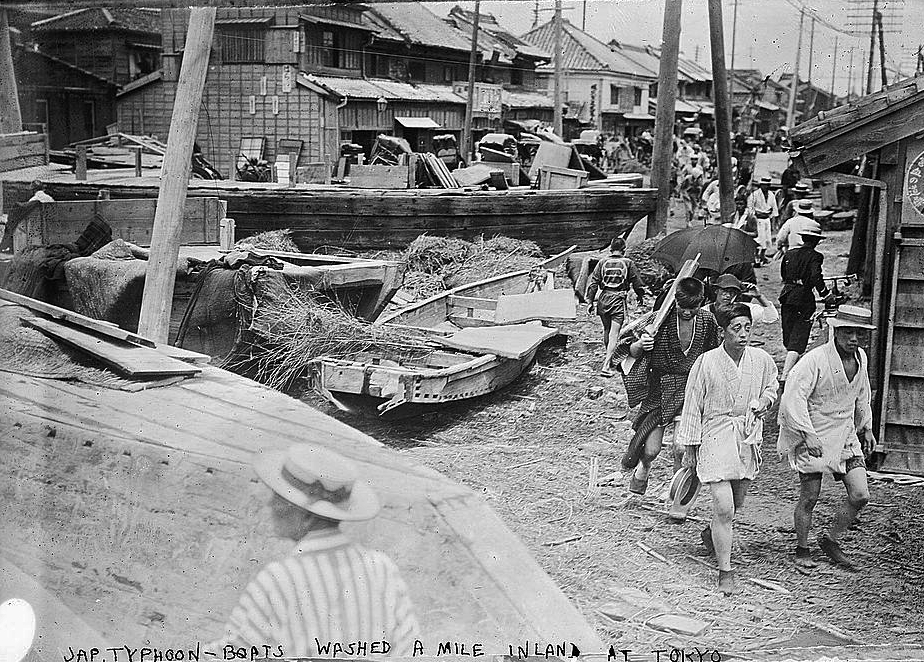
明治43年（1910年）頃、東京湾から1キロメートル内陸に漂着したボート

明治43年の大水害（めいじ43ねんのだいすいがい）は、1910年（明治43年）8月に東日本の1府15県を襲った大水害である。梅雨前線と2つの台風が重なったことから豪雨により河川が氾濫し、関東だけで死者769人、行方不明者78人、家屋全壊・流出約5000戸を数え、東京府だけでも約150万人が被災する大惨事となった。8月8日の時点で、「東海・関東・東北地方に豪雨、関東一帯が泥沼化し、長雨に続く記録的な集中豪雨で河川氾濫・土砂災害が続出、死者・行方不明者1357人、家屋全壊2765戸、流失3832戸に達した」という。

## 背景
現在の東京都区部の平地の部分は、元々海の干潟や低湿地帯だったものを、徳川家康入府後の埋め立てや治水事業によって可住地化したもので、東京（江戸）は本質的に水害に対して脆弱であり、また水害対策を目的のひとつとした利根川東遷事業によって利根川の下流域となった旧香取海周辺などのように、その代償として水害に襲われるようになってしまった地域もある。
それまでの治水は中条堤にみられるように氾濫を前提とし要所のみ守るという方式であり、寛保2年（1742年）の江戸洪水を始めとしてしばしば洪水に襲われてきたものの問題視されたことはなかった。しかし、明治維新以降、近代的なインフラ整備が進み、被害額が大きくなるにつれ水害に苦しめられていた地域に対し更なる負担を強い、このような氾濫を前提とした治水は理解を得ることが難しくなっていた。

## 経緯
1910年（明治43年）8月5日ごろから続いた梅雨前線による雨に、11日に日本列島に接近し房総半島をかすめ太平洋上へ抜けた台風と、さらに14日に沼津付近に上陸し甲府から群馬県西部を通過した台風が重なり、関東各地に集中豪雨をもたらした。利根川、荒川、多摩川水系の広範囲にわたって河川が氾濫し各地で堤防が決壊、関東地方における被害は、死者769人、行方不明78人、家屋全壊2,121戸、家屋流出2,796戸に及んだ。最も被害の大きかった群馬県の死者は283人、行方不明27人、家屋全壊流出1,249戸に上り、群馬県など利根川左岸や下流域のほか、天明3年（1783年）の浅間山大噴火後徹底強化した右岸側においても、治水の要、中条堤が決壊したため氾濫流は埼玉県を縦断東京府にまで達し関東平野一面が文字通り水浸しになった。東京でも下町一帯がしばらくの間冠水し、浅草寺に救護所（現、浅草寺病院）が造られた記録が残っている。

## 復旧
埼玉県では、この洪水により決壊した中条堤の修復をめぐり、強化復旧を主張する下郷の北葛飾郡と南・北埼玉郡を含めた側と、中条堤の慣行的維持とともに上利根川の築堤を要求する上郷地区との間に争議が生じ県議会は大混乱となり、県知事から提示された調停案を不服とした地元住民と警官隊が激しく衝突、県会は紛争を繰り返した。だが最終的には、水害に苦しめられていた上郷地区の要求にも配慮し中条堤の高さは従来通り、下郷地区の主張する強化については堤防幅を広くすることとし、酒巻・瀬戸井の狭窄部は拡幅、連続堤防方式を骨子として修復されることとなった。このことはすでに着手していた利根川改修工事の改訂を迫ることとなり、計画洪水流量の見直しや江戸川への分流量の増加など大きな変更を生んだ。
また、この大洪水で東京でも被災者150万人の大きな被害が発生し、それまで利根川の治水費の負担をしていなかった東京府も、他の流域の県と同様に治水費の地方負担を受け持つようになった。荒川については大規模な改修計画が策定され、翌年より岩淵から中川河口まで、幅500メートル、全長22キロメートルにもおよぶ放水路を開削する荒川放水路事業が着手されることとなった。事業は途中、第一次世界大戦に伴う不況や関東大震災などで困難を極めたが、蒸気掘削機や浚渫船を活用しながら延べ310万人の人員が動員され昭和5年（1930年）に完成した。